# Major League Rugby 2022
Major League Rugby 2022 è la 5ª edizione del Major League Rugby, competizione professionistica nordamericana di vertice di rugby a 15.
Dopo aver dovuto rinunciare all'ingresso nel torneo nel 2021, i Dallas Jackals faranno il loro debutto nella competizione.

## Formula
La formula della competizione rimane invariata dalla stagione precedente, l'unica eccezione è l'espansione a sette squadre della western conference.

## Squadre
| Conference         | Club                   | Zona                                        | Stadio                               | Capacità    | Allenatore     | Capitano              |
| ------------------ | ---------------------- | ------------------------------------------- | ------------------------------------ | ----------- | -------------- | --------------------- |
| Western Conference | Austin Gilgronis       | Austin, Texas                               | Bold Stadium                         | 5,000       | Sam Harris     | Bryce Campbell        |
| Western Conference | Dallas Jackals         | Dallas, Texas                               | Choctaw Stadium                      | 48,000      | Michael Hodge  | TBC                   |
| Western Conference | Houston SaberCats      | Houston, Texas                              | Aveva Stadium                        | 4,000       | Pote Human     | TBC                   |
| Western Conference | LA Giltinis            | Los Angeles, California                     | Los Angeles Memorial Coliseum        | 77,500      | Stephen Hoiles | Dave Dennis           |
| Western Conference | San Diego Legion       | San Diego, California                       | SDSU Sports Deck                     | 3,000       | Danny Lee      | TBC                   |
| Western Conference | Seattle Seawolves      | Seattle, Washington                         | Starfire Stadium                     | 4,500       | Allen Clarke   | Riekert Hattingh      |
| Western Conference | Utah Warriors          | Salt Lake City, Utah                        | Zions Bank Stadium                   | 5,000       | Shawn Pittman  | Bailey Wilson         |
| Eastern Conference | New England Free Jacks | Boston, Massachusetts                       | Veterans Memorial Stadium            | 5,000       | Scott Mathie   | Josh Larsen           |
| Eastern Conference | New Orleans Gold       | New Orleans, Louisiana                      | Gold Mine                            | 10,000      | Kane Thompson  | Cam Dolan             |
| Eastern Conference | Old Glory DC           | Washington, D.C.                            | Segra Field                          | 5,000       | Andrew Douglas | TBC                   |
| Eastern Conference | Rugby United New York  | New York, New York                          | TBC                                  | TBC         | Marty Veale    | Dylan Fawsitt         |
| Eastern Conference | Rugby ATL              | Atlanta, Georgia                            | Silverbacks Park                     | 5,000       | Scott Lawrence | Matt Heaton Ryan Nell |
| Eastern Conference | Toronto Arrows         | Toronto, Ontario Langford, British Columbia | York Lions Stadium Starlight Stadium | 4,000 6,000 | Peter Smith    | Lucas Rumball         |

## Stagione
La stagione consiste in 18 settimane, ogni squadra disputerà 16 incontri.

### Piazzamenti
| \| \| Piazzamenti stagionali \| |                        |   |   |   |   |    |    |    |    |    |    |    |     |
| |                        |   |   |   |   |    |    |    |    |    |    |    |     |
| Western Conference |                        |   |   |   |   |    |    |    |    |    |    |    |     |
| Pos | Team                   | G | V | P | S | PF | PA | PD | TF | TA | TB | LB | Pts |
| 1 | Austin Gilgronis       | 0 | 0 | 0 | 0 | 0  | 0  | 0  | 0  | 0  | 0  | 0  | 0   |
| 2 | Dallas Jackals         | 0 | 0 | 0 | 0 | 0  | 0  | 0  | 0  | 0  | 0  | 0  | 0   |
| 3 | Houston SaberCats      | 0 | 0 | 0 | 0 | 0  | 0  | 0  | 0  | 0  | 0  | 0  | 0   |
| 4 | LA Giltinis            | 0 | 0 | 0 | 0 | 0  | 0  | 0  | 0  | 0  | 0  | 0  | 0   |
| 5 | San Diego Legion       | 0 | 0 | 0 | 0 | 0  | 0  | 0  | 0  | 0  | 0  | 0  | 0   |
| 6 | Seattle Seawolves      | 0 | 0 | 0 | 0 | 0  | 0  | 0  | 0  | 0  | 0  | 0  | 0   |
| 7 | Utah Warriors          | 0 | 0 | 0 | 0 | 0  | 0  | 0  | 0  | 0  | 0  | 0  | 0   |
| Eastern Conference |                        |   |   |   |   |    |    |    |    |    |    |    |     |
| Pos | Team                   | G | V | P | S | PF | PA | PD | TF | TA | TB | LB | Pts |
| 1 | New England Free Jacks | 0 | 0 | 0 | 0 | 0  | 0  | 0  | 0  | 0  | 0  | 0  | 0   |
| 2 | New Orleans Gold       | 0 | 0 | 0 | 0 | 0  | 0  | 0  | 0  | 0  | 0  | 0  | 0   |
| 3 | Old Glory DC           | 0 | 0 | 0 | 0 | 0  | 0  | 0  | 0  | 0  | 0  | 0  | 0   |
| 4 | Rugby ATL              | 0 | 0 | 0 | 0 | 0  | 0  | 0  | 0  | 0  | 0  | 0  | 0   |
| 5 | Rugby United New York  | 0 | 0 | 0 | 0 | 0  | 0  | 0  | 0  | 0  | 0  | 0  | 0   |
| 6 | Toronto Arrows         | 0 | 0 | 0 | 0 | 0  | 0  | 0  | 0  | 0  | 0  | 0  | 0   |
| In caso di pareggio, si seguono i seguenti criteri: 1. numero di partite vinte 2. differenza punti 3. numero di mete inflitte 4. numero di punti inflitti 5. differenza mete 6. minor numero di cartellini rossi ricevuti 7. minor numero di cartellini gialli ricevuti |                        |   |   |   |   |    |    |    |    |    |    |    |     |
| | Piazzamenti stagionali |   |   |   |   |    |    |    |    |    |    |    |     |

## Post-Season

### Playoff (11-12 Giugno)
|  |  | Eastern 2nd | v | Eastern 3rd |  |

|  |  | Western 2nd | v | Western 3rd |  |

### Finali di Conference (18-19 Giugno)
|  |  | Eastern 1st | v | Vincitore playoff Est |  |

|  |  | Western 1st | v | Vincitore playoff Ovest |  |

### Finale di Campionato (25/26 Giugno)
|  |  | Western Conference Champion | v | Eastern Conference Champion |  |